# Chrysallida hoeisaeteri
Chrysallida hoeisaeteri is een slakkensoort uit de familie van de Pyramidellidae. De wetenschappelijke naam van de soort is voor het eerst geldig gepubliceerd in 1991 door Warén.